# Kapuka
Pour la plante, voir Griselinia littoralis.
Kapuka est une localité de la région du Southland, située dans l’Île du Sud  de la Nouvelle-Zélande.

## Situation
Elle est localisée entre les villes de Mokotua à l’ouest et celle d’Ashers vers l’est sur le trajet de la route Southern Scenic Route (en); Oteramika est au nord et Kapuka South,  le lagon de Waituna (en), et la baie de Toetoes sont situés vers le sud.

## Économie
L’agriculture figure comme une activité majeure dans l’économie du secteur de Kapuka du fait de sa localisation rurale.
Elle a été dans le site d’expérimentation pour améliorer la production de lait des vaches laitières sélectionnées par l’introduction de gènes des races européennes de type holstein .
Des dépôts significatifs de lignite et de charbon sont aussi localisés dans la proximité de la ville de  Kapuka.  
Le gisement houillier (en) d’Ashers-Waituna contiendrait grossièrement 746 millions de tonnes de charbon extractible. Des travaux exploratoires ont été entrepris mais l’exploitation minière commerciale n’a pas été mise en place .

## Chemin de fer
Le 1er mars 1895, une extension de la branche de Seaward Bush (en) à partir de la ville de Mokotua en direction de la ville de Gorge Road, fut ouverte, avec une gare localisée au niveau de la ville de Kapuka.  En un point, la station fut actuellement nommée  ‘Oteramika’ .
Les trains fonctionnaient à partir de la cité d’Invercargill avec retour seulement deux fois par semaine jusqu’à ce que l’extension ultérieure vers la ville de Waimahaka soit ouverte en 1899. A ce moment, des trains mixtes à partir de Waimahaka vers Invercargill et retour commencèrent à fonctionner passant à travers la ville de Kapuka tous les jours.
La profitabilité de la ligne décrut à partir de 1930 et en 1951, les trains mixtes furent interrompus sauf une fois par semaine du fait des mesures d’économie, avec des trains ne transportant que les marchandises les autres jours de la semaine. 
Le 1er juin 1960, tous les services passagers passant à travers la ville de Kapuka furent fermés mais le fret aussi continua à être à un niveau non rentable et l’ensemble de la ligne fut fermé le 31 mars 1966. 
Certains des éléments du ballast de l’ancienne ligne peuvent toujours être visibles dans les environs de la ville de Kapuka .